# 近江米

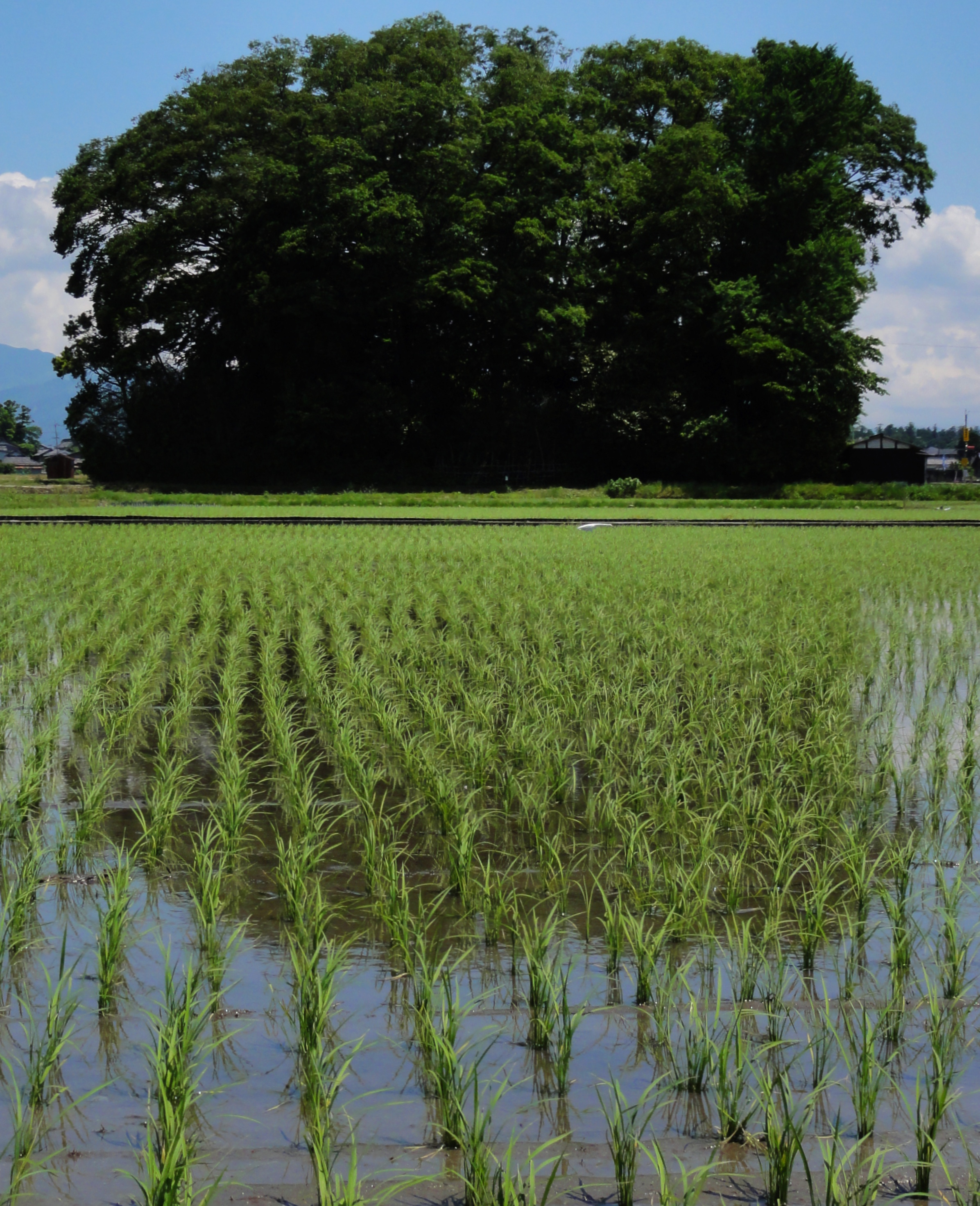
東近江市建部南町にて（2010年5月）

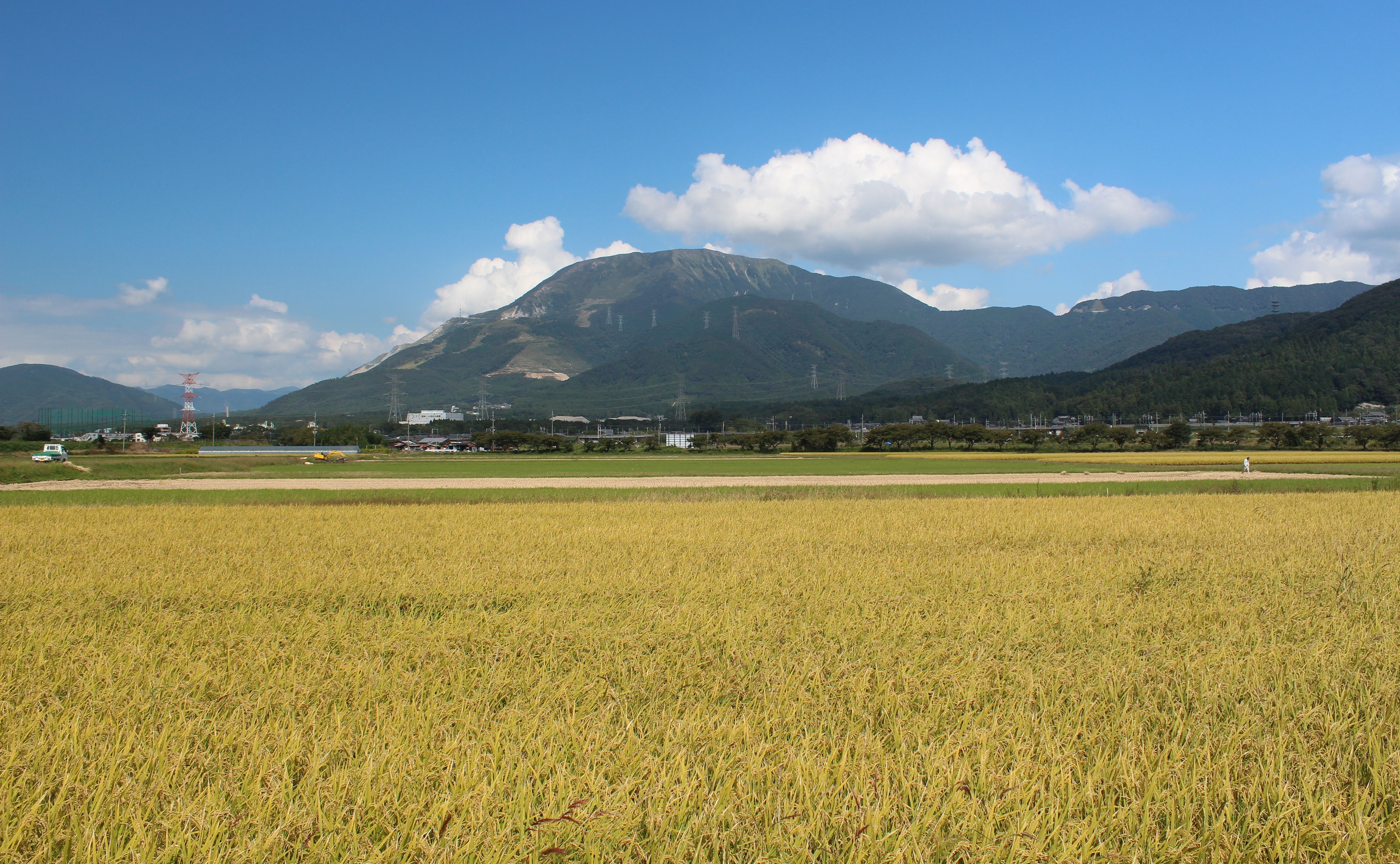
米原市柏原にて（2012年10月）

近江米（おうみまい）は、滋賀県（旧近江国）で生産される米の名称。特定の銘柄を指すものではなく、滋賀羽二重糯など、もち米を含む場合もある。江州米（ごうしゅうまい）とも言う。

## 概要
近江国は安土桃山時代には陸奥国（現在の福島県、宮城県、岩手県、青森県）に次ぐ石高で、江戸時代には品質の評価も高かった。品質の高さは米の品種によるものではなく、他地にはない古琵琶湖層の「ズニン」、「ズニンコ」、「ヌリ」と呼ばれる粘土層に含まれるミネラル成分によるものと考えられている。またこの粘土層により生産過程での水管理の容易さが品質向上にも繋がったとみられる。しかし、明治の地租改正で品質が下落する事態に見舞われた。以後、品種改良などの取り組みが進められた。
2019年において、滋賀県の主食用水稲生産高は15万3700トンで、近畿地方では兵庫県（17万5400トン）に次いで多い。2016年の作付面積は31,900ヘクタールで、品種別にはコシヒカリ (37%)がトップ、次いでキヌヒカリ (22%)、日本晴 (10%)、秋の詩 (7%)、みずかがみ (7%)の順となっている。このうち、キヌヒカリは全国最多の生産量である。日本晴は全国的にはコシヒカリなどに代替されて作付が減少する中、滋賀県では中生品種（コシヒカリやキヌヒカリは早生）として一定のシェアを保っている。中生品種の後継として開発されたのが秋の詩、キヌヒカリの高温耐性強化を目的として開発されたのがみずかがみである。
また、かつて日本穀物検定協会では基準米として滋賀県野洲市の日本晴を採用していた（現在は複数のコシヒカリBLのブレンド米を基準としている）。